# Karen Erodi
Karen Erodi (geboren am 4. Februar 1977 in Toulouse) ist eine französische Politikerin. Seit der Wahl 2022 zur Nationalversammlung ist sie Abgeordnete.

## Leben und Wirken
Seit 2010 ist sie Leiterin eines Unternehmens in der Bauwirtschaft. Erodi war von 2014 bis 2020 oppositionelle Kommunalpolitikerin in ihrer Wohngemeinde Réalmont.
Bei der Parlamentswahl 2022 kandidierte sie für La France insoumise und wurde am 19. Juni 2022 im 2. Wahlkreis des Departement Tarn mit 37,50 % der Stimmen gegen ihre Konkurrenten Marie-Christine Verdier-Jouclas (bisherige Abgeordnete) von La République en marche (35,05 % der Stimmen) und Julien Bacou vom Rassemblement National (27,45 % der Stimmen) zur Abgeordneten gewählt. Der Wahlkreis hat für die französische Linke Symbolwert, da Jean Jaurès Abgeordneter für diesen Wahlkreis war.